# 多紋擬鯉
多紋擬鯉（学名：Rutilus virgo）為輻鰭魚綱鯉形目雅羅魚科的其中一種，分布於歐洲多瑙河上游流域，本魚體側向壓縮，體最大寬度約為體深的50%，身體呈綠色至藍棕色，銀色虹膜，側線有44-46個鱗片，嘴下位，吻部鈍，繁殖中的雄魚在眼睛上方的頭部一側有兩排水平的大結節，體長可達40公分，棲息在礫石底質、植被生長且流動快速的中大型河流，生活習性不明。